# Схиигуменя Иоанна
Схиигумения Иоанна (груз. სქიმიღუმენია იოანა, в миру Натела Михаиловна Табатадзе, груз. ნათელა ტაბატაძე, 7 февраля 1939, Тбилиси — 9 августа 2015) — грузинский богослов. Отец — Михаил, мать — Нино Ахалкаци.

## Биография
Благодаря поддержке мужа, Николая Сихарулидзе, и своей родной сестры Этери (ныне монахиня Нино) Схиигумения Иоанна (в то время — Натела Табатадзе) часто ходила на богослужения в разные храмы Тбилиси. В этот период семья будущей подвижницы познакомилась и сблизилась с отцом Гавриилом (святой преподобный Гавриил), в миру Годердзи Васильевич Ургебадзе, который становится гостем в их семье.
В 1985 году скончался Николай Сихарулидзе. В тот же год Натела Табатадзе уходит в женский монастырь св. Нины, город Мцхета, и становится там послушницей. Её шестеро детей (Джемал, Георгий, Реваз, Вахтанг, Давид, Анна) были воспитаны её сестрой Этер.

## Монашеская жизнь
13 марта 1991 года Натела Табатадзе была пострижена в рясофор монахиней в соборе Светицховели с именем Нана. В том же году Илия II её назначил настоятельницей Бодбийского монастыря. 19 июля Илия II и отец Давид (митрополит Даниил (Датуашвили)), с другими священнослужителями, среди которых был биологический сын Нателы, священник Реваз Сихарулидзе, игумениию провели Бодбийский монастырь. ???
Летом 1993 года во время Грузино-абхазского конфликта игумения Нана отправилась в Абхазию на несколько месяцев по благословению митрополита Даниила.
С 1994 года игумения переехала в Тбилисский Патриархат. В 1997 году в день Иоанна Клемаса игумения Нана была взята на великий раскол и названа Иоанной в честь святой.
Иоанна трижды путешествовала по Израилю, один раз была на горе Синай.
В результате инсульта в 2000 году Иоанна частично утратила способность двигаться. Последние два года жизни из-за ухудшения здоровья Иоанна провела сидя.
Схиигумения Иоанна скончалась 9 августа 2015 года и была похоронена в монастыре Самтавро в Мцхете.